# Kleinlobming
Kleinlobming là một đô thị ở Bezirk Knittelfeld trong bang Steiermark, nước Áo. Đô thị Kleinlobming có diện tích 47,12 km², dân số cuối năm 2005 là 759 người.